# Шошанай
Шошана́й (каз. Шошанай) — село у складі Уйгурського району Алматинської області Казахстану. Входить до складу Сумбинського сільського округу.
Населення — 650 осіб (2021; 732 у 2009, 735 у 1999, 781 у 1989).